# Кари льо Руе
Карѝ льо Руѐ (на френски: Carry-le-Rouet) е град в Южна Франция, департамент Буш дю Рон на регион Прованс-Алпи-Лазурен бряг, предградие на Сосе ле Пен. Намира се на брега на Средиземно море, на 30 km западно от Марсилия. Населението му е около 6350 души (2006).

## Личности
В Кари льо Руе умира американската певица Нина Симон (1933-2003).